# Storžič
Storžič (2132 m) a Kamniki-Alpok nyugati részének legmagasabb hegye. A csúcs bármely oldalról nézve kúp alakú, innen kapta a nevét (stožec = kúp szlovénul). A hegy magasabb részén dél felé füves lejtők találhatók, lejjebb már erdős kezd lenni. Nyugat felé húzódik a szűk és hosszú gerinc, melyet Psicának (szuka) neveznek, és egészen Mala Poljana-ig (1325 m) ereszkedik. Ezt az oldalt a legnehezebb megmászni. Az északi oldal sziklás, csatornás, a Lomščice völgybe vezet, keletre pedig össze van kötve a Bašeljski vrh-val (1744 m) (Bašelj csúcs).
Elhelyezkedése és szépsége miatt már korán érdeklődött utána számos természettudós, többek között Scopoli és Wulfen.

## Külső hivatkozások
- Storžič - Hribi.net